# 母の味宅配便
『母の味宅配便』（ははのあじたくはいびん）は、2012年10月3日から2015年9月24日までBSジャパンで放送されていたミニ番組。AJINOMOTOの一社提供。
「もし、突然あなたの元にお母さんの手作り弁当が届いたら」をコンセプトにしたドキュメンタリー番組である。松居直美がナレーションを担当。

## 放送時間
- 水曜 20:55 - 21:00 （2012年10月3日 - 2013年3月27日）
- 火曜 20:55 - 21:00 （2013年4月2日 - 2015年3月24日）
- 木曜 20:55 - 21:00 （2015年4月2日 - 2015年9月24日）
- このほか、2013年3月24日（日曜） 14:00 - 14:30には総集編スペシャルを放送。

## スタッフ
- 構成 - 松田敬三、藤田俊哉
- 音効 - 田村智之
- 技術 - マリポーサ カンパニー、BEGIN
- 編集・MA - IMAGICA
- 演出 - 竹前光昭、長沢孝至、島田健司、大塚華子
- プロデューサー - 山下和晴、富安いたる
- 製作 - BSジャパン、BEGIN